# Пилзах
Пилзах (њем. Pilsach) општина је у њемачкој савезној држави Баварска. Једно је од 19 општинских средишта округа Нојмаркт (Горњи Палатинат). Према процјени из 2010. у општини је живјело 2.648 становника. Посједује регионалну шифру (AGS) 9373153.

## Географски и демографски подаци
Пилзах се налази у савезној држави Баварска у округу Нојмаркт (Горњи Палатинат). Општина се налази на надморској висини од 445 метара. Површина општине износи 47,7 km². У самом мјесту је, према процјени из 2010. године, живјело 2.648 становника. Просјечна густина становништва износи 56 становника/km².